# Jalil Anibaba
Jalil Anibaba est un joueur américain de soccer né le 19 octobre 1988 à Fontana en Californie évoluant au poste d'arrière latéral droit. Au cours de sa carrière professionnelle passée intégralement au sein de franchises de Major League Soccer, il remporte deux Coupe des États-Unis, un Supporters' Shield et participe à près de 300 rencontres avant d'annoncer sa retraite sportive en février 2023.

## Biographie

### Jeune cadre au Fire de Chicago
Anibaba est repêché en neuvième position par le Fire de Chicago lors de la MLS SuperDraft 2011.
Le 11 janvier 2016, Anibaba signe comme joueur autonome au Dynamo de Houston.

### Fin de carrière comme joueur de rotation
Lors du repêchage d'expansion du 19 novembre 2019, il est sélectionné par le Nashville SC.
Le 13 février 2023, après une carrière professionnelle de douze saisons passées en Major League Soccer, il annonce sa retraite sportive et rejoint immédiatement le Nashville SC comme ambassadeur du club.

## Palmarès
Fire de Chicago
- Finaliste de la Coupe des États-Unis en 2011

 Sounders de Seattle
- Vainqueur de la Coupe des États-Unis en 2014
- Vainqueur du Supporters' Shield en 2014

 Sporting de Kansas City
- Vainqueur de la Coupe des États-Unis en 2015

## Statistiques
| Saison                | Club                                 | Championnat           | Championnat | Championnat | Coupe(s) nationale(s) | Coupe(s) nationale(s) | Séries | Séries | Total | Total |
| Saison                | Club                                 | Division              | M.          | B.          | M.                    | B.                    | M.     | B.     | M.    | B.    |
| 2011                  | Fire de Chicago                      | MLS                   | 29          | 2           | 6                     | 1                     | -      | -      | 35    | 3     |
| 2012                  | Fire de Chicago                      | MLS                   | 33          | 1           | 1                     | 0                     | 1      | 0      | 35    | 1     |
| 2013                  | Fire de Chicago                      | MLS                   | 34          | 1           | 4                     | 0                     | -      | -      | 38    | 1     |
| Sous-total            | Sous-total                           | Sous-total            | 96          | 4           | 11                    | 1                     | 1      | 0      | 108   | 5     |
| 2014                  | Sounders de Seattle                  | MLS                   | 16          | 0           | 4                     | 0                     | 1      | 0      | 21    | 0     |
| 2015                  | Sporting de Kansas City              | MLS                   | 16          | 1           | 1                     | 0                     | 0      | 0      | 17    | 1     |
| 2016                  | Dynamo de Houston                    | MLS                   | 30          | 0           | 2                     | 0                     | -      | -      | 32    | 0     |
| 2017                  | Dynamo de Houston                    | MLS                   | 8           | 0           | 2                     | 0                     | 4      | 0      | 14    | 0     |
| Sous-total            | Sous-total                           | Sous-total            | 38          | 0           | 4                     | 0                     | 4      | 0      | 46    | 0     |
| 2018                  | Revolution de la Nouvelle-Angleterre | MLS                   | 31          | 0           | 1                     | 0                     | -      | -      | 32    | 0     |
| 2019                  | Revolution de la Nouvelle-Angleterre | MLS                   | 22          | 1           | 2                     | 0                     | 0      | 0      | 24    | 1     |
| Sous-total            | Sous-total                           | Sous-total            | 53          | 1           | 3                     | 0                     | 0      | 0      | 56    | 1     |
| 2020                  | Nashville SC                         | MLS                   | 12          | 0           | -                     | -                     | 1      | 0      | 13    | 0     |
| 2021                  | Nashville SC                         | MLS                   | 9           | 1           | -                     | -                     | 2      | 0      | 11    | 1     |
| Sous-total            | Sous-total                           | Sous-total            | 21          | 1           | -                     | -                     | 3      | 0      | 24    | 1     |
| 2022                  | Crew de Columbus                     | MLS                   | 5           | 0           | 1                     | 0                     | -      | -      | 6     | 0     |
| Total sur la carrière | Total sur la carrière                | Total sur la carrière | 245         | 7           | 24                    | 1                     | 9      | 0      | 278   | 8     |